# 威爾莫特 (新罕布什爾州)
威爾莫特（英語：Wilmot）是一個位於美國新罕布什爾州梅里馬克縣的鎮。

## 人口
根據2020年美國人口普查的數據，威爾莫特的面積為76.70平方千米，當中陸地面積為76.20平方千米，而水域面積為0.50平方千米。當地共有人口1407人，而人口密度為每平方千米18人。